# Raman Research Institute
Das Raman Research Institute (RRI, zu deutsch Raman-Forschungsinstitut) ist eine Forschungseinrichtung in Bengaluru, Indien. Es wurde vom Nobelpreisträger C. V. Raman gegründet. Es wird hauptsächlich durch das Department of Science and Technology of the Government of India finanziert.

## Geschichte
Im Dezember 1934 überließ die Regierung von Mysore der Indischen Akademie der Wissenschaften, die von C. V. Raman gegründet worden war, ein Grundstück in Bengaluru. Raman sammelte in der Folge Spendengelder, um auf dem Grundstück eine unabhängige Forschungseinrichtung aufbauen zu können. 1943 waren genug Gelder für den Baubeginn zusammengekommen und 1948 wurde das erste Gebäude des Instituts fertiggestellt. Bis zu seinem Tod 1970 arbeitete Raman an dem Auf- und Ausbau des Forschungsinstituts.

## Forschungsgebiete
Die Hauptforschungsgebiete sind
- Astronomie und Astrophysik
- Flüssigkristalle
- Theoretische Physik
- Optik

### Astronomische Forschungseinrichtungen
Der Schwerpunkt der astronomischen Forschung liegt beim RRI auf der Radioastronomie. So betreibt das RRI beispielsweise einen eigenen Breitbandempfänger am Green-Bank-Observatorium. Außerdem ist es Kooperationspartner bei verschiedenen Radioteleskopen wie z. B. dem
- Mauritius Radio Teleskop[2],
- Gauribidanur Low Frequency Array und dem
- Murchison Widefield Array

Die Beteiligung des Raman Research Institutes am Murchison Widefield Array zielt unter anderem auf Erforschung von Radiogalaxien und Quasaren ab.

### Forschung in der theoretischen Physik
Ein Schwerpunkt der Forschung des RRI liegt auf weicher Materie. Die Arbeitsgruppe erforscht in erster Linie Flüssigkristalle, unter anderem mit dem Ziel, den Energiebedarf von Displays zu reduzieren. In diesem Zusammenhang gelangen diverse Veröffentlichungen in Physical Review E.

## Studienprogramme
Das RRI bietet folgende Programme an:
- PhD-Studiengang[5]
- verschiedene Postdoc-Fellowship-Programme
- ein Austauschprogramm für Gaststudierende